# 야나기하라정
야나기하라정(일본어: 柳原町)은 일본 교토부 기이군에 설치되었던 정이다. 현재의 교토시 시모교구 남동부, 교토역의 동쪽 지역에 해당한다.